# 馬特·科維西奇
馬特·科維西奇（英語：Matt Kvesic；1992年4月14日—）是一位英格蘭橄欖球運動員。他是英格蘭國家橄欖球隊的一員，代表英格蘭參加了2014年橄欖球六國賽。